# Lexington (Nebraska)
Lexington es una ciudad ubicada en el condado de Dawson en el estado estadounidense de Nebraska. En el Censo de 2010 tenía una población de 10230 habitantes y una densidad poblacional de 875,4 personas por km². Se encuentra a orillas del río Platte, un afluente del Misuri. 

## Geografía
Lexington se encuentra ubicada en las coordenadas 40°46′41″N 99°44′47″O / 40.77806, -99.74639. Según la Oficina del Censo de los Estados Unidos, Lexington tiene una superficie total de 11.69 km², de la cual 11.65 km² corresponden a tierra firme y (0.27%) 0.03 km² es agua.

## Demografía
Según el censo de 2010, había 10230 personas residiendo en Lexington. La densidad de población era de 875,4 hab./km². De los 10230 habitantes, Lexington estaba compuesto por el 57.86% blancos, el 6.63% eran afroamericanos, el 1.17% eran amerindios, el 1% eran asiáticos, el 0.35% eran isleños del Pacífico, el 29.71% eran de otras razas y el 3.28% pertenecían a dos o más razas. Del total de la población el 60.44% eran hispanos o latinos de cualquier raza.